# Instituto Universitario de Urbanística
El Instituto Universitario de Urbanística, IUU, como Instituto Universitario de Investigación, es un centro de la Universidad de Valladolid cuya finalidad específica es desarrollar investigación, docencia de tercer ciclo y formación permanente en el área de la Urbanística y la Ordenación del Territorio, desde una perspectiva interdisciplinar en la que están implicados campos de conocimiento como los del Urbanismo, Arquitectura, Geografía, Derecho, Historia,  Economía y cuantos se relacionan con el análisis, proyectación, planificación y construcción de ciudades y territorios. 

## Historia
El IUU fue promovido por un grupo de profesores de la Escuela Técnica Superior de Arquitectura de Valladolid, en colaboración con profesores de otros centros y de otras Universidades, y con una perspectiva interdisciplinar desde su origen. La Junta de Gobierno de la Universidad de Valladolid concedió una primera aprobación el 20 de diciembre de 1990, y el Consejo Social lo aprobó definitivamente como instituto de investigación el 24 de abril de 1991, momento en que el IUU empezó a actuar como tal.
Después de la tramitación correspondiente, previa propuesta del Consejo Social de la Universidad de Valladolid y con el informe favorable del Consejo de Universidades, la Junta de Castilla y León, a propuesta de la Consejera de Educación y Cultura, aprobó la creación del IUU mediante el Decreto 181/1997, de 26 de septiembre.

## Localización
El IUU se sitúa dentro de la Escuela Técnica Superior de Arquitectura de Valladolid, en la cuarta planta del edificio antiguo, denominado "Dirección e Investigación".

## Revista Ciudades
EL IUU publica desde 1993 la revista Ciudades, de periodicidad anual y en la que cada número gira en torno a un determinado tema monográfico. Asimismo, desde 2013 publica Dossier Ciudades, una serie de publicaciones que recogen resultados de investigaciones, trabajos, reuniones científicas y seminarios y programas docentes del IUU.